# Valdemar I de Dinamarca
Valdemar I de Dinamarca (1131-1182), también conocido como Valdemar el Grande (en danés: Valdemar den Store), reinó en Dinamarca de 1157 a 1182.

## Biografía
Su padre Canuto Lavard (caballero y príncipe danés muy estimado), hijo de Erico I, fue asesinado poco antes de que él naciera, y su madre, Ingeborg, hija de Mstislav I de Kiev, le puso este nombre en memoria de su abuelo Vladímir II Monómaco de Kiev.
Heredero del trono, fue educado en la corte de Asser Rig Hvide de Fjenneslev con el hijo de Asser, Absalón, que se convirtió en su amigo y hombre de confianza.
Cuando Valdemar cumplió los 16 años, el viejo rey Erico III abdicó, y estalló una guerra civil. Los pretendientes al trono eran: Svend Gratte, hijo de Erico II; Canuto Magnussen, hijo del príncipe Magnus el Fuerte y nieto de Nicolás I, y Valdemar, que gobernaba las tierras de Jutlandia. La guerra civil duró unos doce años.
En 1157 el rey Svend organizó un gran banquete en honor de Canuto, Absalón y Valdemar, con la secreta intención de desembarazarse de ellos. El rey Canuto fue asesinado, Absalón y Valdemar pudieron huir. Valdemar se refugió en Jutlandia. El rey Svend dirigió de inmediato la invasión de Jutlandia, pero fue derrotado por Valdemar. Se cree que a Svend le mató un grupo de campesinos cuando este abandonaba el campo de batalla.
Valdemar, que sobrevivió a todos sus rivales, accedió al trono de Dinamarca como rey único.
En 1158, Absalón fue nombrado obispo de Roskilde, y Valdemar le eligió como consejero principal. Valdemar reorganizó y reconstruyó Dinamarca, que había quedado desgarrada tras tantos años de guerra. Aconsejado por Absalón, declaró la guerra a los habitantes de Pomerania y de la isla de Rügen en el Mar Báltico. En 1168, Cabo Arkona fue asaltada, los habitantes de Wend fueron cristianizados y sometidos a su nuevo monarca danés.
Durante su reinado el poderío de Dinamarca fue acrecentándose, poderío que alcanzó su apogeo bajo el reinado de su segundo hijo, Valdemar II. Valdemar I murió en 1182; su sucesor fue su hijo Canuto VI. Sus restos mortales se encuentran en la Iglesia de San Benito de Ringsted.
Valdemar I se casó en 1157 con Sofía de Minsk (1141–1198, hija del príncipe Volodar de Minsk, dirigente de Bielorrusia). Tuvieron ocho hijos:
- Canuto VI (1163–1202).
- Valdemar II (1170–1241).
- Sofía, (1159–1208), casada con Siegfried III, conde de Orlamünde (Orlamünde se incorporó al ducado de Sajonia-Altenburgo.
- Margareta y María, monjas de Roskilde.
- Riquilda (muerta en 1220), casada con el rey Erik X de Suecia.
- Helena de Dinamarca (muerta en 1233, casada con Guillermo de Luneburgo.
- Ingeborg (1175–1236), casada con el rey Felipe II Augusto de Francia.

Valdemar tuvo también un hijo ilegítimo:
- Cristóbal, nombrado duque del Sur de Jutlandia; nació hacia 1150 y murió en 1173.